# 新巴黎 (印第安納州)
新巴黎（英語：New Paris）是位於美國印地安納州埃爾克哈特縣的一個人口普查指定地區。

## 人口
根據2010年美國人口普查的數據，新巴黎的面積為3.50平方千米，當中陸地面積為3.50平方千米，而水域面積為0.00平方千米。當地共有人口1494人，而人口密度為每平方千米426.86人。